# Шикман
Шикман — прізвище, досить розповсюджене не території колишньої Югославії, в Німеччині та в країнах колишнього СРСР. На даний час найбільше носіїв цього прізвища зустрічається в Україні, Сербії та республіці Боснія і Герцоговина.

## Походження роду Шикманів на землях колишньої Югославії
Збережені, хоча й частково, метричні записи вказують на походження роду Шикманів з просторів Боснійської Країни, околиці Яйце район Герзово, Медна, Печ, який простирається в бік Мрконіч Града, Ключ (Зміяньє) і далі до Підкозар'я, і доходить до Колюніче і Петровца в Поуньє. І це свідчить про те, що вони зупинилися в давнину на території сучасної Боснії. Не виключено, що дехто із роду Шикман, доходили до району Сараєво, тому що давні перекази говорять, про їх походження з території Сараєво, що не виключається у зв'язку з поетапним переміщенням населення за час міграції.
Згідно з записами Добросянської митрополії рід Шикманів зареєстрований двома відомими єпархіями: Архангела Михаїла в Каоцимі (Прнявор), та святого Стефана Архідиякона в Яворянах (Баня-Лука), Ключі, Колуниці, Петровцу, Поповці, Пофаліціма (Сараєво), Сараєво і Ружниці. У єпархії Ружниця вказується прізвище Шиман, що ймовірно є помилкою, тому що таке прізвище в цьому регіоні не існує, тому тут мова швидше за все про прізвище Шикман.

## Походження прізвища
Прізвище Шикман досить незвичне і належить до іншомовних прізвищ. У регіоні Західних Балкан у сербів нерідкісні прізвища з іншими закінченнями, зокрема і «ман» — Радман, Вукман, проте частіше закінчуються на «іч». Прізвище Шикман зустрічається тут поруч інших сербських прізвищ.
Є кілька версій походження прізвища Шикман. Найвірогідніша версія полягає в тому, що воно має німецьке походження. Це пов'язано із залученням слов'ян — лужицьких сербів, які проживали на території Німеччини в Саксонії та Лужиці, під час німецької колонізації до Сербії та Боснії, для участі в розробці та видобутку металів, виготовленні зброї і лісорозробках.
У XV столітті Боснія і Герцеґовина потрапили під владу турків і до 1718 року належали Османській імперії. В 1718, на два десятиліття, частина цих територій потрапила до складу імперії Габсбургів, які збагачували імперію за рахунок пограбування ресурсів колоній. Для чого залучали найкращих на той час професіоналів з підвладних територій. Не винятком стали і землі Боснійської Країни, куди вони переселяли в першу чергу майстрів слов'ян із Моравії і Лужиці. Яким легше було прижитися між родичами слов'янами, а значить ефективніше працювати на користь монархії.
Скоріш за все, що прізвище Шикман належало лужицьким сербам, які також були переселені з територій Німеччини. На це вказує закінченням –ман- в прізвищі Шикман, у німецькій мові «Шик» (Scihck) — красиво і «ман» (man) — чоловік, що означає — красива, порядна людина. Прізвище Шикман сьогодні присутнє, і в Німеччині, що підтверджує дочка Райка Шикмана в Мілиці (Зека), яка певний час проживала і лікувалася в Німеччині, і лікар, у якого вона лікувалася, підтвердив, що це є знайоме йому німецьке прізвище.

## Міграція
З давніх документів відомо, що із території Яйце в регіон Поунья переїхали родинами: Міятовичі — 25 будинків у восьми селах, Яйчани — 5 будинків в двох селах, Єжи — 21 будинки в чотирьох селах і Шикмани — 6 будинків у двох селах.
Збереглися незначні дані XVIII століття: міста Босанскі Петровац, в яких згадуються тодішні жителі дві родини: Шикмани і Ремі, решта прізвищ не згадується; в східній стороні Бєлайско поле і Бравско поселилися п'ять сімей, це Шикмани і Раковичі з Зміянья, Майсторовичі з Старого Майдану, Скребули з Бані-Луки і Станковичі з Ключа; близько 1865 року з Колюнич одна сім'я Шикманів переселюється в Петровац (Новосел); є недатовані дані з селищ Трієбово біля Мрконіч Града та Ратково, Копєніца и Пиштаніца біля Ключа з яких Шикмани були переміщені в район Боснійська Країна у область Тромече, Унца, Кулен Вакуфа і Кестеновца на Уні. У Цазінську Країну Шикмани поселяються з Уні (Кулен Вакуф і Кестеновац) і деякі із Зміянья. Після Другої світової війни Шикмани тут або були колонізовані або переселилися у Воєводину, а багато родин розкидані по всій післявоєнній Югославії.

## Розповсюдження
Етнографи Мілан Каранович «Поунье в Боснійської Країні» і Петар Радженовіч «Белайско поле і Бравско» відвідали області Країни знайшли записи в церковних книгах про сім'ї Шикманів в селах: Буковиця — Шикмани 1 будинок. Вони переїхали з Кестеновця до Кулен Вакуф, потім до Омерпаші, а сюди в 1851 році;
Крдійя (Казін) — Шикмани 2 будинки (1 будинок в Агік-Крдідії та 1 будинок у Тршовіта-Луці). Вони прийшли з Кулен Вакуф, перед окупацією 1878 року; церква святого Стефандяна
Мутник (Казин) — Шикмани 2 будинки (1 будинок у с. Вілича та 1 будинок на Марині Моше). Переїхали з Змиджан, перед окупацією в 1878 році. Ці дві сім'ї Шикман у Мутніку не записані до Другої світової війни.
Петровац (Новосель) — Шикмани 1 будинок, церква слави Святого Стефана Архидиякона. Вони прийшли з Колуніка близько 1865 року;
Колунич (Бєлайско поле) — Шикмани 4 будинки, церква святого Стефана Архидиякона. Тут вони були дуже багаті, з великою кількістю овець. Ті, хто пам'ятає перекази старих людей, кажуть, що у всьому Колуничу близько 1752—1772 році було сім сімейств. Це: Шикмани, Репия, Мирковичі, Бієлічі (переїхали в Теочак), Латитовичі, Дрлядье та Лугоньє (вимерли).
Сербська Біляні (Сяницька Жупа) — Шикмани 6 будинків, церква слави Святого Стефана Архидиякона. Переселилися з Дрініча в Бєлайському Поле.
Сьогодні в Сербії Шикмани зареєстровано 63 домашніми господарствами в 27 населених пунктах. Більшість з них проживає в Белграді (15), Нові Саді (9) та Бакка Паланка (5). В інших місцях живе від одного до трьох домогосподарств. Окрім кількох місць у центральній Сербії та Белграді, всі інші поширені в районі Воєводини.
У сучасній Боснії та Герцеговині існує 66 зареєстрованих сімейних будинків Шикманів, які проживають в 20 населених пунктах.
Зокрема: У федерації Боснії та Герцеговини зареєстровано дві сім'ї Шикманів у двох населених пунктах, а в Республіці Сербській — 64 домогосподарства у 18 населених пунктах. Більшість з них живуть в Баня-Луці (17сімей), Прієдор (8) і Мрконіч Град(6). В інших місцях існує одна-п'ять сімей.
У місцях на території Федерації БіГ, де колись жили Шикмани, на сьогодні про них немає записів. Після громадянської війни в БіГ в 1995 році, після демаркації суб'єктів. Шикмани переважно переселялися на територію Республіки Сербської або їхали до Сербії переважно у Воєводину.
У нинішній Хорватії зареєстровано 58 домашніх господарств Шикманів, які розташовані в 22 населених пунктах. Найбільш численні в Загребі (17) та Білжу (5). В інших місцях живе від однієї до чотирьох сімей. В п'ятдесятих роках XX століття сербське прізвище Шикман в Хорватії було зафіксовано тільки в трьох населених пунктах, що підтверджує переслідування і винищення сербів хорватськими усташами в роки другої світової війни.
У Словенії зареєстровано 8 сімей Шикмана: Любляна (5) та Велиеньє (3).

## Страждання роду
Через кілька місяців після початку другої світової війни організація усташів мулли Бечира Борича вчинила безпрецедентний злочин проти населення Буковіци і Крндії, який не проминув і роду Шикманів. Сім'ї Шикманів з цього регіону були майже повністю знищені місцевими усташами. Заради нащадків і їхньої пам'яті маємо згадати про жертви роду Шикмана з цих двох сіл.
31 липня 1941 р. були вбиті, в Гаравіце біля Бихача: З села Буковице:
1. Шикман Новак Новак, 1916—1941. (26 років)
З села Кріндія:
1. Шикман Стевантан Ілля, 1914—1941. (27 років)
```
                             2. Шикман Еуре Мілан-Баха, 1900-1941. (41 рік)
                             3. Шикман Нікола Ваджан, 1893-1941. (48 років)
                             4. Шикман Нікола Раде, 1895-1941. (46 років)
                             5. Шикман Гая Мілан, 1892-1941. (49 років)
                             6. Шикман Нікола Міле, 1885-1941. (56 років)
```

Печера Вучіє в лісі Осої поблизу Врсте, Бихач: З села Буковиця:
1. Шикман Томе Новак, 1885—1941. (56 років)
```
                             2. Шикман Новак Ілля, 1906-1941. (35 років)
```

Село Крндійя: 22 серпня, а подеяких документах це було 13 вересня 1941 року усташі проводять масові вбивства сербського населення в селі. Організатор масових вбивств Бечир Борик.
Вбиті члени роду Шикман:
1. Шикман Ваян Милева, 1921—1941. (20 років)
2. Шикман Ілля Віда, -1941. (дитина)
3. Шикман Ілля Мілан, 1941. (дитина)
4. Шикман Ілля Мілія, 1941. (дитина)
5. Шикман Ілля Міліца, 1941. (дитина)
6. Шикман Ілля Мирослав, 1941. (дитина)
7. Шикман Ілля Момцило, 1941 (дитина)
8. Шикман Лаз Мілія, 1940—1941. (1 рік)
9. Шикман Мілан Даниця, 1930—1941. (11 років)
10. Шикман Мілана-Баха Драган, 1936—1941. (5 років)
11. Шикман Мілана-Бая Дзоко, 1941—1941. (немовля)
12. Шикман Мілана-Баха Милева, 1930—1941. (11 років)
13. Шикман Мілана-Баха Невенка, 1940—1941. (1 рік)
14. Шикман Кончар Стоя, 1895—1941. (46 років)
15. Шикман Міміч Сара, 1892—1941. (49 років)
16. Шикман Радманович Міка, 1910—1941. (31 рік)
17. Шикман Репайич Роза, 1917—1941. (24 роки)
18. Шикман Сміляніч Єлиця, 1898—1941. (43 роки)
Того самого дня на подвір'ї Шикмана в Мілан-Бає з його братом Ювою Джазіком був убитий:
1. Шикман Мілана Лазо, 1919—1941. (22 роки)
З Тржачкі в 1944 році був убитий:
1. Шикман Міле Блазо, 1910—1944 рр. (34роки)
13 вересня 1941 Рятуючись від усташів із Буковіци, втікаючи на вільні території Кордун, на річці Корани між селами Болгари і Кордунский Лєсковец біля броду потрапили в засідку усташів і були вбиті:
1. Шикман Ілля Войін, 1933—1941 (8 років)
2. Шикман Ілля Дюшан, 1937—1941 (4 роки)
3. Шикман Ілля Ранко, 1940—1941 (1 рік)
4. Шикман Новак Сміля, 1940—1941 (1 рік)
5. Шикман Райка Боя, 1940—1941 (1 рік)
6.Шикман Бігіч Роза, 1920—1941 (21 рік)
7. Шикман Вейнинович Аньда, 1880—1941 (61 рік)
8. Шикман Конкар Сава, 1909—1941 (32 роки)
9. Шикман Растовац Евіка, 1918—1941 (23 роки)
З тих що залишилися в живих, в свої будинки після війни, повертаються тільки три представники роду Шикманів, один в Буковіцу і два в Крндійя. У Буковіцу повертає Шикман Райко Новак, в Крндійя Шикман Мілан Душан і дружина покійного Шикман Блаза — Люда Мільковіч.
Інші з тих, що вижили були колонізовані в Бачка Паланка і в Ковачіце біля Банат. Ще три сім'ї повернулися до своїх домівок пізніше, дві в 1960 році в Бачка Паланку, а третій в 1972 році в Інжию.

## Представники
Відомі особистості колишньої Югославії з роду Шикманів:
- Шикман Ніколас Мишо, 1952 р-н, фахівець, Любляна
- Шикман Мілана Нікола, 1924 р-н., Підполковник ЮНА, Загреб
- Шикман Душан Ілля, 1949 р-н, ЮНА-полковник SMAF, Белград
- Шикман Новака Мілан, 1911 р-н., Стоматолог, Белград
- Шикман Загорка, доктор, 1972 р-н.

Деякі родини з Боснії серед них і Шикмани переїхали до Росії, і вони були там
знаменитими воєначальниками.

## Шикмани в Україні
У 1772 році внаслідок розподілу Польщі і загарбання української Галичини Австро-Угорською імперією, почалася масова розробка багатих лісових ресурсів гірської частини Галичини і Закарпаття. Тому, на державному рівні, було прийнято рішення переселяти майстрів лісової справи з інших регіонів імперії на гірські території Карпат, де лісова справа велася застарілими методами, не було освоєно сплаву лісу по річках.
Переселювали німців, австрійців, чехів, сербів, словаків. Найбільше таких спеціалістів було переселено за часів імператриці Австрії Марії-Терези.  Державна політика Австрії сприяла тому, що переїжджали цілі сім'ї. Серед тих, хто збирався їхати освоювати для себе нові місця, були представники майже всіх лісових професій: спеціалісти по зрубуванню, обробці, розпиловці дерев, спорудженню будівель, шлюзів і загат, іригації річок, залісненню тощо.
Для них була розроблена спеціальна державна програма, за якою створювалися вигідні умови для переселення людей у Східні Карпати. Тут їм відводили земельну ділянку, виділялися сінокісні луки на 2-3 голови худоби, давали знаряддя праці й ліс для будівництва житлових приміщень, одяг і все це за рахунок держави. Будинки і землю не можна було продавати, лише передавати у спадок нащадкам по чоловічій лінії. Крім того, кожному переселенцю гарантувалась оплата в 1000 гульденів на рік. На випадок смерті переселенця його вдова і діти повинні були отримувати пенсію.
Серед них найвірогідніше, потрапили до галицької Гуцульщини й Шикмани. Саме в ті роки виникає лісорозробне поселення — Шикмани, на гуцульщині, яке згодом переросло в село з назвою за прізвищем перших поселенців. У 1962 році село Шикмани перейменовано у село Пробійнівка Верховинського району.
Такі переселенці передали свій значний досвід і технічні навички місцевим жителям не лише у розробці і сплаві лісу, а й у будівельній, лісовідновлювальній, гужовій справі, та інше. Ще й досі при будівництві дерев'яних будинків, майстри, з'єднуючи дерев'яні конструкції, використовують так званий «австрійський замок» або «німецький зуб». І саме завдяки цим переселенцям розмовна мова місцевого населення увібрала в себе цілий ряд німецьких слів, що використовується у місцевому діалекті і досі. Наприклад: анцуґ — костюм, біґляз — праска, фіранки — занавіски, шурц — фартух, шутер — щебінь, штрека — залізниця, ташка — сумка, шпайз — комора, шваґер — дівер, швабрики — сірники, люфтувати — провітрювати, шпаціровати — гуляти, райбати — прати, мендовати — повідомляти, штимувати — пасувати, підходити, фриштикувати — снідати, гимблювати — стругати, файний — гарний, шіковний — спритний, цурік — назад, шнайц — край, узлісся, тощо.
Від переселення майстрів у верхів'я рік Східних Карпат австрійська казна отримувала вигоду. Ліси вирубувалися тепер більш інтенсивно і раціонально, що зменшувало нестачу лісу, а вирубані ділянки заліснювалися. Західноімперські лісоруби спорудили на річках Карпат цілі каскади шлюзів і загат за тією технологією, що застосовувалася у їх рідних місцях, зробивши можливим постійно користуватися водним шляхом для сплаву лісу. Переселенці вчили місцевих жителів, гуцули від них переймали більш досконалі методи рубки дерев і обробки деревини, різні технічні навички, особливо при будівництві житла та розкорчовки лісу. Навчили за допомогою риз спускати з гір і сортувати деревину, розпилювати її, виготовляти дошки, зв'язувати дерева у плоти (дараби) і транспортувати їх по гірських потоках  для розпиловки деревини на дошки було побудовано на деяких річках водяні пилорами. Саме вони на малих річках і потоках започаткували будівництво плотин (гаті, греблі, клявзи), за допомогою яких сплавляли плоти (дараби, бокори) по річках у низинні райони Закарпаття і Прикарпаття.
Коли восени 1944 року радянські війська вступили на територію краю, частина німецького населення виїхала в Австрію й Німеччину. Для тієї частини німців, яка залишилася, чекала відправка до таборів військовополонених. Забирали всіх етнічних німців-чоловіків віком від 18 до 55 років, а частина з них була переправлена у Сибір. Шикманів з німецьким прізвищем, але слов'ян за походженням ця доля оминула, і усі лихоліття війни вони пережили як і більшість корінних українців.